# Helsingborgs Simsällskap
Helsingborgs Simsällskap, förkortat HS, är ett simsällskap från Helsingborg i Sverige, grundat 1907.

## Verksamhet
2009 hade Helsingborgs Simsällskap 5 894 medlemmar, vilket gör den till Helsingborgs största idrottsförening. Organisationen består av moderföreningen, Helsingborgs Simsällskap, som driver föreningens tävlingsverksamhet, samt kursverksamhet med simskolor, vuxenskolor, vattengympa och babysim. Under moderföreningen finns Filborna Arena AB som är föreningens bolag för drift av anläggningar, där man förvaltar Filborna Sim- och Sporthall.
Största delen av klubbens verksamhet är förlagd till Filborna Arena, där även klubbens kansli är beläget. HS kämpade länge för en utbyggnad av badet då man ansåg att Simhallsbadet i centrala Helsingborg inte höll måttet för större tävlingar och bestämde att själva stå för kostnaderna. Helsingborgs stad gick i borgen för lånet på 100 miljoner kronor. Dessutom köpte man anläggningen av Helsingborgs stad för 25 miljoner kronor och blev därmed den första simklubben i Sverige att äga sin egen simanläggning. Anläggningen döptes till Filborna Arena och stod klar i november 2010.
Den nya anläggningen innehåller en moderna tävlingsarena med plats för 1 000 personer.Tävlingsbassängen har måtten 25 x 25 meter och innehåller 10 banor. Förutom detta är anläggningen Helsingborgs modernaste friskvårdsanläggning med aktiviteter som aerobics, spinning, indoor walking, pilates, body balance, body pump, wet vest, vattenaerobic och modernt gym. Denna del av anläggningen stod klar 1 oktober 2010 och har vid ett flertal tillfällen byggts ut efter öppnandet.

## Historik

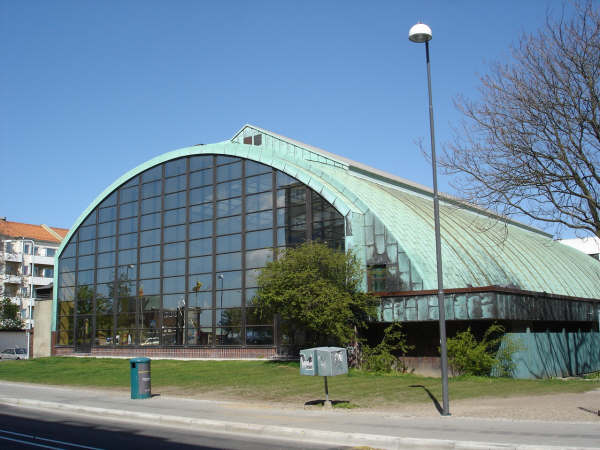
Simhallsbadet, fasad mot Carl Krooks gata.

Helsingborgs Simsällskap grundades den 4 juni 1907 på Hotell Mollberg i Helsingborg och en vecka senare hölls det konstituerande mötet med 30 deltagare, alla män. Bland grundarna fanns notarien T. Sjöwall, banktjänstemannen Sigfrid Falk-Faulkner, doktorerna J. Th. Hegardt och Ivar P:son Henning, disponenten Henry Dunker, apotekaren John Lundborg samt adjunkten Idmin Ågren, som även blev klubbens första ordförande. Bland klubbens huvudsakliga syften var i början att höja simkunskapen bland framför allt stadens barn och unga. Sin verksamhet hade man i Norra kallbadhuset, numera mer känt som "Kallis". Till att börja med var det ett uteslutande manligt sällskap och medlemsantalet steg snabbt till ungefär 150 efter endast ett år. 1910 började röster höjas för att även kvinnor skulle får vara med i sällskapet, vilket så också skedde. De första kvinnorna i styrelsen var Astrid Fagerström, Hulda Finnberg och Evy af Malmborg, vilka lyckades värva 86 kvinnor till föreningen. Under detta årtionde började även simidrotten ta form inom klubben, som tidigare endast haft ett undervisande syfte, och 1917 arrangerade man distriktsmästerskapen för Skåne.
Helsingborg hade vid denna tid tre föreningar för simidrott: HS, IK Attack samt IFK Helsingborg. Av dessa kom HS att bli den mest kvinnodominerade föreningen, där systrarna Carla, Paula och Sally Bauer var de mest framstående. På 1930-talet började man samarbeta med flera klubbar runt Öresund, Helsingørs Svømmeselskab, TII København och Landskrona Simsällskap, med vilka man arrangerade de omskrivna Sundssimningarna. Under hela 1930-talet utvecklades klubben alltmer till en idrottsförening, då mer fokus lades på tävlandet. 1941 fick HS sin första riktiga arena i form av Simhallsbadet på Söder, vilket fick flera simtalanger att blomma ut, däribland Gunvor Nilsson, som blev klubbens första svenska mästarinna.
1950-talet kom att bli en stormig tid för klubben efter att ledaren Gert Stigborg 1948 hade lämnat klubben för IK Attack och tagit med sig en stor del av simmarna. HS blev nu allt mer en klubb för endast damer, medan Attack blev en klubb för herrar. När en av de bästa kvinnliga simmarna, Anne-Christine Hessler, lämnade klubben för Attack, fick ledningen för HS nog och anmälde Attack till Skånes Simförbund. Oroligheterna fick ännu fler simmare att lämna klubben, men efter förhandlingar bildades 1958 Helsingborgs Simallians mellan de två klubbarna och den 1 januari 1959 slog man till slut ihop sig och tog namnet Helsingborgs Simsällskap–Attack. Den gemensamma klubbens ordförande blev den tidigare avhoppade Gert Stigborg. Efter endast två år ändrades namnet till att återigen endast vara Helsingborgs Simsällskap.
Efter Stigborg tog tandläkaren Stig Olsson över ordförandeskapet, och under detta blev han mellan 1968 och 1980 den som formade klubben till vad den är idag. På 1980-talet decentraliserades klubbens organisation och allt mer av styrningen lades över på de anställda. 1984 anställdes Hans Chrunak som klubbmanager och under hans tid i klubben gick HS från att vara Sveriges sjunde bästa simförening till att bli Sveriges bästa bland seniorer år 1987. Under denna tid blev föreningen allt mer likt ett företag; man startade ett simfritids, tog över driften av Pålsjöbaden och Lars Virgins förskola, och 1991 bildades Simsällskapet i Helsingborg AB. 1991 blev Chrunak utsedd till förbundskapten i Svenska Simförbundet men fortsatte sin verksamhet i HS fram till 1997. De stora framgångarna bland seniorerna hade dock inte samma motsvarighet bland juniorerna, och mycket av klubbens framgångar berodde på redan utvecklade simmare som anknutit till klubben som seniorer. Efter Chrunak tog Per Kersmark över som klubbdirektör och samma år valdes Susanne Brokopp till ordförande. Under denna tid har man tagit över driften av Filbornabadet från Helsingborgs stad och startade Sally Bauerskolan 1996.

## Profiler
- Sally Bauer
- Gunvor Nilsson
- Leif Gellberg
- Helena Åberg
- Johanna Sjöberg
- Therese Alshammar
- Emma Igelström
- Louise Karlsson
- Louise Hansson
- Sophie Hansson